# 普罗梅萨斯新镇体育
普罗梅萨斯新镇体育（西班牙語：Sporting Villanueva Promesas），西班牙弗雷斯诺新镇的一个足球俱乐部，成立于1993年。